# Cerkev sv. Donata, Piran
Cerkev sv. Donata je nekdanja podružnična cerkev na Prvomajskem trgu v Piranu.

## Zgodovina cerkve
Cerkev sv. Donata se v pisnih virih omenja prvič leta 1325, čeprav je verjetno nastala že pred tem letom. Cerkev je bila zgrajena na pobudo družine Del Senno, ki je v Piran prišla v 13. stoletju, posvečena pa je škofu in mučencu svetemu Donatu. Njene podobe iz časa nastanka ne poznamo. Bogoslužju je služila vse do leta 1824. Leta 1940 so oltar prenesli v kapelo v Portorož, sedaj pa je verjetno v avli tamkajšnje župnijske cerkve Marije Rožnovenske. 

Baročna fasada cerkve iz poznega 17. stoletja, z umirjenim klasicističnim spodnjim in razigrano razgibanim zgornjim delom, ustvarja slikovit poudarek baročno preoblikovanega trga. Leta 1776 so na mestu starejšega vodnjaka na trgu zgradili velik vodohran (cisterno), oblikovano kot dvignjeno pravokotno kamnito ploščad. Mesto je v 18. stoletju s to gradnjo rešilo funkcionalni problem oskrbe z vodo na izjemno domiseln, urbanističen in oblikovno kvaliteten način. V prvi polovici 20. stoletja pa je mesto Piran potrebo po boljši oskrbi z električno energijo reševalo tako, da je, ob ohranitvi fasadne kulise, porušilo kvalitetno sakralno arhitekturo in na njeno mesto postavilo transformatorsko postajo.

## Prenova cerkve
Današnjo podobo je cerkev dobila po prenovi konec 80 let 20. stoletja, po projektu arhitekta Borisa Podrecce. Prenova je bila arhitektu v izziv, saj so morali fasada in zunanji gabariti ostati isti, spremenila pa se je namembnost po zahtevah investitorja. Dekonsakrirani cerkvi je bilo treba vrniti nekdanje dostojanstvo, navkljub novi vsebini, ki je obsegala tako galerijsko-razstavno kot tudi prodajno dejavnost. Galerija obsega razstavni prostor, prodajni prostor in klet.
Razstavni prostor je nad »baldahinom«, pod lesenim ostrešjem v obliki obrnjene konstrukcije ladijskega dna in med obrnjenima oknoma iz prosojnega alabastra, ki sta v nasproti ležečih fasadah. Prodajni prostor se nahaja  pod navedenim baldahinom, ki tvori strop nad »oltarno menso«, služečo kot prodajni pult. Iz galerije - nadstropja, ki tako obsega skoraj ves prostor, je mogoče opazovati po stenah obešene slike. Klet (»kripta«) odtlej služi za depo, pisarno in kot pomožni prostor. Baldahin je tudi povezovalni del, ki se s prednjimi podporniki nemoteno nadaljuje v kletni prostor, skozi odprtino v tleh.
Prenova spomeniškega objekta Sv. Donat je bila leta 1991 nagrajena s Steletovim priznanjem, ki so ga prejeli arhitekt Boris Podrecca, konservator Tone Mikeln ter zakonca in investitorja Alenka Pintar in Gregor Pintar.

## Cerkev - galerija
V arhitekturni zasnovi prenove objekta je bil namen združiti »staro sakralno« z »novim profanim«, to je galerijo in prodajalno. Koncept prenove cerkve Sv. Donata za novo galerijsko dejavnost je bil pri tem podrejen obstoječi sakralni zasnovi cerkve: galerija - baldahin, parter - mensa, klet – kripta.
Dejavnost galerije je prirejanje samostojnih razstav slovenskih in tujih umetnikov. Predstavljanje del slovenskih umetnikov v mednarodnem prostoru poteka samostojno ali v sodelovanju s slovenskimi (Obalne galerije Piran, Mestna galerija Ljubljana) in tujimi galerijami (Npr. ARCO Madrid, Olympia London, Cass collection London - Chichester idr.). Vsakoletno galerija gosti tudi arhitekturno otografsko razstavo na Piranskih dnevih arhitekture. 
Zaradi financiranja galerijske dejavnosti je del prostorov namenjen prodaji različnih umetniških del in papirne galanterije.

## Objave v strokovnih publikacijah
Domus-Italija 1991, Casa Vogue - Italija 1991, L'architecture D'haujourdhui - Francija 1991, Bauforum - Austrija 1991, El Croquis - Španija 1992, Sinteza - Slovenija 1991, Monografija Boris Podrecca - Nemčija 1993, Arh. Boris Podrecca: Galerija Sv. Donat (katalog) 1990.